# Celda de ácido crómico
La celda de ácido crómico era un tipo de celda primaria que utiliza el ácido crómico como despolarizador.  El ácido crómico se obtiene generalmente por acidificación (con ácido sulfúrico) de una solución de dicromato de potasio .  El antiguo nombre de dicromato de potasio era bicromato de potasio y la célula se llama a menudo célula de bicromato.
Este tipo de célula es ahora sólo de interés histórico.